# Nereidy (zoologia)
Nereidy (Nereididae) – rodzina zwierząt morskich z gromady wieloszczetów należących do typu pierścienic. 

## Opis
Ciało spłaszczone, zwężające się ku tyłowi. Prowadzą przydenny tryb życia. Zamieszkują wody słone (Ocean Atlantycki) i słonawe. W Morzu Bałtyckim pospolita jest nereida różnokolorowa. Żywią się szczątkami organicznymi. Mają układ krwionośny zamknięty. Na głowie nereidy znajdują się dwie pary oczu i wąsy, które odbierają bodźce zapachowe i dotykowe

## Systematyka
Należą tu 23 lub około 40 rodzajów. Zgrupowane są w 4 podrodziny:
- Gymnonereidinae Banse, 1977
- Namanereidinae
- Nereidinae Blainville, 1818
- Dendronereinae Pillai, 1961